# Formica seuberti
Formica seuberti är en myrart som beskrevs av Oswald Heer 1850. Formica seuberti ingår i släktet Formica och familjen myror. Inga underarter finns listade i Catalogue of Life.